# لیام ایکن
لیام پادریک ایکن (به انگلیسی: Liam Padraic Aiken) (زادهٔ ۷ ژانویه ۱۹۹۰) بازیگر اهل آمریکا است.

## زندگی‌نامه
ایکن در منهتن، نیویورک زاده شد. او تنها فرزند بیل ایکن تهیه‌کننده ام‌تی‌وی و مویا ایکن یک مهاجر ایرلندی‌تبار است. نخستین فعالیت حرفه‌ای او حضور در آگهی بازرگانی شرکت خودروسازی فورد بود.

## فیلم‌ها
او نقش‌آفرینی در صحنه را در سن هفت سالگی و با بازی در نمایش خانهٔ عروسک‌ها در تئاتر برادوی آغاز کرد و نخستین حضورش در فیلم، بازی در هنری فول در همان سال بود.
او بیشتر به خاطر بازی در نقش کلاوس بودلر در فیلم سرگذشت ناگوار، داستان‌های لمونی اسنیکت به شهرت رسید. او هیچ نسبتی با کلی ایکن (خوانندهٔ پاپ آمریکایی) ندارد.
او همچنین در فیلم‌های خواب آفریقا رو دیدم، چیز مورد علاقه من، کودکان الکتریکی و نامادری بازی کرده‌است.